# 交換相互作用
物理学において、交換相互作用（こうかんそうごさよう、英: exchange interaction、交換エネルギーとも）は、同種粒子間でのみ起こる量子力学的効果である。
この効果は区別ができない粒子の波動関数が交換対称性〔2つの粒子を交換した時に符号が変化しない（対称）または変化する（反対称）〕の対象なることによるものである。ボース粒子およびフェルミ粒子のどちらも交換相互作用を経験しうる。フェルミ粒子では、これはパウリ反発と呼ばれることもあり、パウリの排他原理と関係している。ボース粒子では、交換相互作用は、ボース＝アインシュタイン凝縮において見られるように、同種粒子がすぐ近くに見出される原因となる引きつける性質の形を取る。
交換相互作用は、2つ以上の同種粒子の波動関数が重なり合う時の距離の期待値を変化させる。同種粒子間の距離の期待値は（区別ができる粒子の場合と比較して）、フェルミ粒子では増大し、ボース粒子では減少する。その他の帰結として、交換相互作用は強磁性や物質の体積に関与している。古典力学による交換相互作用の説明はできず、典型的な量子力学の効果のひとつである。
交換相互作用効果は、1926年に物理学者のヴェルナー・ハイゼンベルクとポール・ディラックによって独立に発見された。1928年、ハイゼンベルクがハイトラー-ロンドンの方法を使って交換相互作用（この場合特に直接交換相互作用とも言う）から強磁性の発現について議論した。ただし、この場合の交換相互作用による強磁性の実際の例は非常に少ないと思われている。
状態 i, j に対するスピンに関する演算子をそれぞれ、Si, Sj とすると、
{\displaystyle -2J{\boldsymbol {S}}_{i}\cdot {\boldsymbol {S}}_{j}}
の形で表される相互作用が交換相互作用である。Jは交換積分と言い、後で詳述する。

## ハートリー・フォック近似での交換相互作用
最も簡単な場合として、2個の電子からなる系（2電子系）を考える。電子は半整数のスピンを持つフェルミ粒子なので、これは2スピン系と考えることもできる。また、フェルミ粒子なのでフェルミ統計に従い、パウリの排他原理により、2つの電子が同じ状態を占有することは禁止される。また、外場（原子のポテンシャルなど）やスピン軌道相互作用などは考えないこととする。
2電子系における電子の波動関数 Ψ はスレーター行列式で表すと、
{\displaystyle \Psi ={1 \over {\sqrt {2}}}[\psi _{1}({\boldsymbol {x}}_{1})\psi _{2}({\boldsymbol {x}}_{2})-\psi _{1}({\boldsymbol {x}}_{2})\psi _{2}({\boldsymbol {x}}_{1})]}
となる。ψ1、ψ2 は2電子系のそれぞれの電子に対応する波動関数で、これは座標 r に関する部分（軌道関数）とスピン σ に関する部分（スピン関数）とに変数分離できる（座標 x は、x = (r, σ) である）。
この2電子系のエネルギー固有値問題を解くと、2電子系（スピンをそれぞれ s1、s2とする）の固有状態としてスピン一重項 (s1 + s2 = 0) とスピン三重項 (s1 + s2 = 1) という2つの状態が出てくる。スピン一重項では軌道関数部分が座標の置換に対して対称で、スピン関数が反対称となり、スピン三重項ではその逆となる。このことからスピン一重項状態とスピン三重項状態とで系のエネルギーに差が生じる。このエネルギー差を引き起こすのが交換相互作用である。
軌道関数を φ(r) として、スピン一重項の場合上の式での軌道関数部分は、
{\displaystyle \Psi _{\mathrm {singlet} }({\boldsymbol {r}}_{1},{\boldsymbol {r}}_{2})={1 \over {\sqrt {2}}}[\phi _{1}({\boldsymbol {r}}_{1})\phi _{2}({\boldsymbol {r}}_{2})+\phi _{1}({\boldsymbol {r}}_{2})\phi _{2}({\boldsymbol {r}}_{1})]}
となり、スピン三重項では、
{\displaystyle \Psi _{\mathrm {triplet} }({\boldsymbol {r}}_{1},{\boldsymbol {r}}_{2})={1 \over {\sqrt {2}}}[\phi _{1}({\boldsymbol {r}}_{1})\phi _{2}({\boldsymbol {r}}_{2})-\phi _{1}({\boldsymbol {r}}_{2})\phi _{2}({\boldsymbol {r}}_{1})]}
となる。系のハミルトニアンをHとして、ここでも外場としてのポテンシャルは考えず電子間相互作用の部分のみに着目すれば、ハミルトニアンの期待値、
{\displaystyle E_{\mathrm {total} }=\langle \Psi |H|\Psi \rangle }
の中身に、以下の2つの重要な項が出てくる。
{\displaystyle {\begin{aligned}K&=\iint \phi _{1}^{*}({\boldsymbol {r}}_{1})\phi _{2}^{*}({\boldsymbol {r}}_{2}){e^{2} \over {\alpha |{\boldsymbol {r}}_{1}-{\boldsymbol {r}}_{2}|}}\phi _{2}({\boldsymbol {r}}_{2})\phi _{1}({\boldsymbol {r}}_{1})d{\boldsymbol {r}}_{1}d{\boldsymbol {r}}_{2}\\J&=\iint \phi _{1}^{*}({\boldsymbol {r}}_{1})\phi _{2}^{*}({\boldsymbol {r}}_{2}){e^{2} \over {\alpha |{\boldsymbol {r}}_{1}-{\boldsymbol {r}}_{2}|}}\phi _{2}({\boldsymbol {r}}_{1})\phi _{1}({\boldsymbol {r}}_{2})d{\boldsymbol {r}}_{1}d{\boldsymbol {r}}_{2}\end{aligned}}}
K をクーロン積分、J を交換積分と言う。後者は、電子の座標の交換によって出てくる項のためこの名が付いている。α = 4πε0 で、 ε0 は真空の誘電率である。
スピン一重項に対応する固有エネルギー部分は、
{\displaystyle E_{\mathrm {singlet} }=K+J}
スピン三重項に対応する固有エネルギー部分は、
{\displaystyle E_{\mathrm {triplet} }=K-J}
となる。これから交換積分が正の場合、エネルギーとして Etriplet の方が低くなり、スピン三重項（2つのスピンが平行）の方がよりエネルギー的に安定となる。逆に交換積分が負の場合、Esinglet の方が低くなり、スピン一重項（2つのスピンが反平行）の方がより安定となる。このように交換積分の正負によりスピン一重項、三重項の間でエネルギー差とエネルギーの大小が生じ、これを引き起こすのが交換相互作用と言える。スピンが平行、反平行どちらがより安定であるかが、系の磁気構造（強磁性か反強磁性か）がどうなるかに深く関係する。
2電子のスピンを s1、s2 として先のエネルギー部分 E を表すと、
{\displaystyle E=K-{1 \over 2}J[1+4({\boldsymbol {s}}_{1}\cdot {\boldsymbol {s}}_{2})]}
となる。この時、軌道関数 φ1(r) と φ2(r) は互いに直交する場合、交換積分 J は必ず正の値となる。上の式の右辺第2項は、今回のような特定の問題設定に対し有効なハミルトニアンで、有効ハミルトニアンとよぶ。

## 交換積分 (J>0) について
軌道関数 φ1(r) と φ2(r) が互いに直交する場合、交換積分の式において、e2/|r1 - r2| の部分をフーリエ変換すると、
{\displaystyle {e^{2} \over {|{\boldsymbol {r}}_{1}-{\boldsymbol {r}}_{2}|}}\to {1 \over {\Omega }}\sum _{k}{4\pi e^{2} \over {k^{2}}}e^{i{\boldsymbol {k}}\cdot ({\boldsymbol {r}}_{1}-{\boldsymbol {r}}_{2})}}
となる。Ω は系の体積で、k は波数である。これを交換積分の式に代入して、 φ1(r) と φ2(r) が直交することから、
{\displaystyle {\begin{aligned}J&={\frac {1}{\Omega }}\sum _{k}{\frac {4\pi e^{2}}{k^{2}}}\iint d{\boldsymbol {r}}_{1}d{\boldsymbol {r}}_{2}\phi _{1}^{*}({\boldsymbol {r}}_{1})\phi _{2}^{*}({\boldsymbol {r}}_{2})e^{i{\boldsymbol {k}}\cdot ({\boldsymbol {r}}_{1}-{\boldsymbol {r}}_{2})}\phi _{2}({\boldsymbol {r}}_{1})\phi _{1}({\boldsymbol {r}}_{2})\\&={\frac {1}{\Omega }}\sum _{k}{\frac {4\pi e^{2}}{k^{2}}}\int d{\boldsymbol {r}}_{1}\phi _{1}^{*}({\boldsymbol {r}}_{1})\phi _{2}({\boldsymbol {r}}_{1})e^{i{\boldsymbol {k}}\cdot {\boldsymbol {r}}_{1}}\int d{\boldsymbol {r}}_{2}\phi _{1}({\boldsymbol {r}}_{2})\phi _{2}^{*}({\boldsymbol {r}}_{2})e^{-i{\boldsymbol {k}}\cdot {\boldsymbol {r}}_{2}}\end{aligned}}}
と書き表すことが出来る。k2 は正であり、上の式の最下段の式のr1、r2 に関してのそれぞれの積分は互いに独立かつ共役（A*A > 0、A：個々の積分部分）になっているので、その積は正の値となる。従って、この場合の交換積分は正となる。